# Cabuyaro
Cabuyaro es uno de los municipios de la subregión Río Meta, en el Departamento homónimo, debido a su posición sobre el Río Meta, le pone en contacto con el Orinoco.
Cabuyaro hace parte de los Llanos orientales y se ubica al noroeste de Villavicencio a 110 km de esta que, a su vez, se encuentra a 126 km de distancia de Bogotá, capital de Colombia.

## Historia
La fundación del poblado se remonta posiblemente a la segunda mitad del siglo 1700, sobre el margen izquierda del Río Meta habiendo sido punto final del camino que desde Tunja y Bogotá bajaba por el Medina, situación que permitía el establecimiento de un regular flujo comercial entre aquellas ciudades y diversos puntos unidos por las corrientes de los Ríos Meta, Orinoco y el Océano Atlántico, del que dista 679 millas náuticas. Dichos intercambios internacionales se vieron favorecidos cuando el presidente Tomás Cipriano de Mosquera decretó en 1861 la libre navegación por el Meta y sus afluentes para barcos nacionales y extranjeros.
En un informe redactado en 1806 por un religioso franciscano, se reseña al caserío con el nombre de San Antonio de Cabuyaro, que disponía de iglesia y casa cural y en el que habitaban 166 indígenas. Posteriormente según un censo de población oficial realizado en 1851 se le contabilizaron 127 habitantes.
Una de las características de este pueblo es la de haber sido reconstruido cuatro veces a través del tiempo, a raíz de incendios provocados accidentalmente y otros por acción directa de la violencia. De esta manera, la última destrucción ocurrió de forma intencionada en el año 1951, quedando en pie sólo la escuela de niñas, la casa de don Ignacio Ávila y las paredes de la casa cural.
El primer morador en la cuarta vida del poblado, iniciada en 1953, fue don Bartolomé García, luego llegaron los señores Felipe Nieto y Leocadio Hernández, todos edificaron sus viviendas. Al año siguiente la Intendencia del Meta compra un inmueble recién construido por don Luis Piñeros, con el fin de ubicar allí la corregiduría intendencial. La población comienza a gozar de energía eléctrica en el año 1956 gracias a la planta eléctrica que allí se instaló.
Finalmente, la Ordenanza n.º 20 del 27 de noviembre de 1962 crea el municipio de Cabuyaro. Su vida jurídica comienza el 1 de julio del año siguiente.

## Símbolos

### Escudo
Lleva en su parte superior tres estrellas que representan igual número de centros poblados. La franja horizontal de color azul y la canoa con un pescador, representa el recurso hídrico y la pesca, como una de las actividades más antiguas y constantes en la jurisdicción. La franja verde y la cabeza de ganado simboliza la riqueza agropecuaria de su territorio, la blanca con un pescado y una corona de laurel como representación de paz. En la parte inferior las espigas de arroz y de sorgo. En el centro del escudo hay una mota de algodón y en el centro de este un sol con la fecha de creación del municipio.

### Bandera
Está compuesta por tres franjas con los siguientes colores: verde que representa la esperanza para un futuro mejor. Azul simbolizando el patrimonio hídrico; y la última de color blanco en forma triangular con tres estrellas como representación de los tres centros poblados en que se divide este municipio.

## Fisiografía

### Límites
Cabuyaro se encuentra delimitada por los siguientes municipios
| Noroeste: Paratebueno ( Cundinamarca) | Norte: Barranca de Upía (Río Cabuyerito) | Nordeste: Villanueva Casanare (Río Upía) |
| Oeste: Paratebueno ( Cundinamarca)    |                                          | Este: Villanueva ( Casanare) (Río Upía)  |
| Suroeste: Cumaral (Río Humea)         | Sur: Puerto López (Ríos Humea y Meta)    | Sureste: Puerto López (Río Meta)         |

### Hidrografía

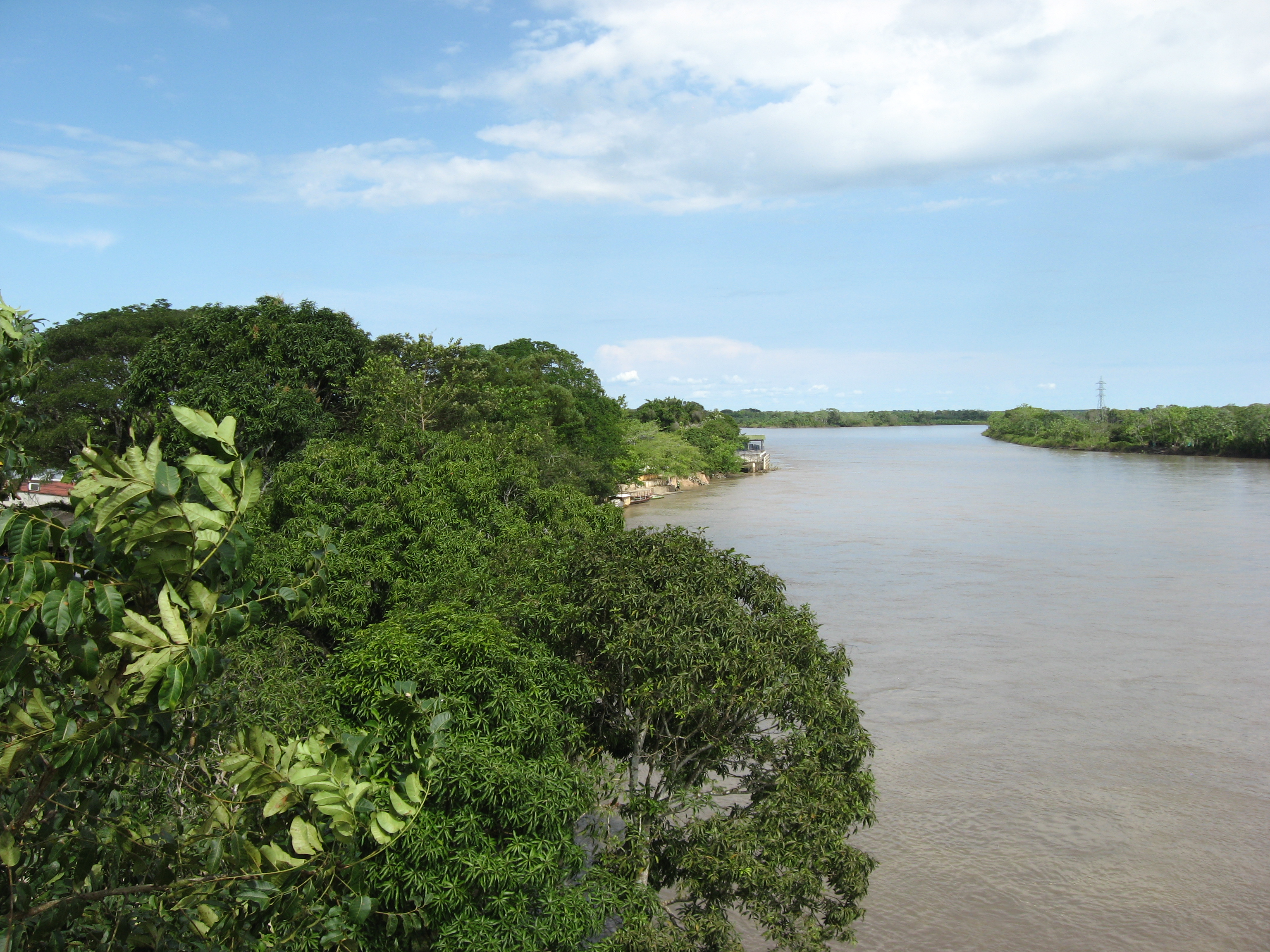
El río Meta en Cabuyaro.

Por Cabuyaro fluyen los ríos Meta y Upía, así como los caños Cabuyarito, El Morro, Pirigua, Naranjitos, Macapay y Yarico.

## División Político-Administrativa
Además de su Cabecera municipal. Conformada por los barrios Centro, Juan Pablo II, Los Pescadores, San Nicolás, Villa Diana y Nuevo Amanecer.
Cabuyaro tiene bajo su jurisdicción los centros poblados:
- Guayabal
- Los Mangos
- El Viso de Upía

#### Veredas
Se compone de las siguientes 8 veredas: San Pedro, San Miguel de Guarupay, Yarico, Naguayas, San Isidro, Remansón, Maracaray, Las Delicias y Palomas.

## Economía
El municipio viene consolidándose a partir del sector primario mediante la actividad agropecuaria. La producción se lleva a los mercados de Villavicencio, Villanueva y Bogotá.

### Sector agrícola
La estructura del soporte económico está a cargo de la agricultura tradicional y tecnificada con cultivos de arroz, soya, algodón, maíz, plátano, yuca, palma africana, cacao y frutales.

### Sector pecuario
En cuanto a la ganadería el municipio dispone aproximadamente de 61.103 hectáreas sembradas de pastos de corte, pradera tradicional y pradera mejorada, con una gran variedad de forrajes. El inventario ganadero de su jurisdicción se aproxima a las 40.000 cabezas de ganado. En este municipio otra actividad importante es la pesca. El 27% de la población urbana se dedica a dicha actividad, que se practica de manera artesanal.

### Sector financiero
Desde el año 1972 ha tenido este servicio a través de la Caja Agraria y ahora del Banco Agrario de Colombia que atiende a la comunidad durante los 5 días de la semana y con una reducida intensidad igual a ocho horas diarias.

## Servicios

### Servicios públicos

#### Alcantarillado
Existe una precaria red de recolección de aguas servidas que cubre solo el 28% de la cabecera municipal. Se utiliza un sistema de tratamiento anaeróbico antes de arrojar el líquido residual al río Meta. Debido a esta carencia, buena parte de la población dispone de pozos sépticos en sus residencias.

#### Aseo
La recolección de residuos sólidos y desechos orgánicos en volumen aproximado a 10 toneladas, se realiza dos veces por semana en una volqueta del municipio, estos materiales, con previa separación en la fuente, se depositan a campo abierto en una zanja perimetral y se les da manejo técnico. Los desperdicios orgánicos se utilizan como abono.

#### Acueducto
La zona urbana se abastece mediante dos pozos profundos de los que se bombea a igual número de tanques elevados, desde donde por gravedad se distribuye el líquido que no recibe ningún tipo de tratamiento.

#### Energía eléctrica
La cabecera municipal está interconectada a la red procedente de Puerto López. Existe una subestación que cubre el 100% de la zona rural. El servicio es permanente. Electrificadora del Meta (EMSA), es la responsable del srvicio

#### Telefonía
La empresa Telecom presta este servicio con 10 líneas oficiales, 20 particulares y dos SAI en el casco urbano; a su vez cada centro poblado dispone de un SAI. De igual manera, el programa presidencial Compartel posee una línea telefónica urbana y cinco líneas telefónicas rurales.

### Salud
En su cabecera municipal dispone de un centro de salud que ofrece los siguientes servicios: medicina general, promoción y prevención, odontología, laboratorio clínico, urgencias, hospitalización, atención de parto, maternidad, vacunación, saneamiento ambiental, farmacia y ambulancia. En la parte rural cuenta con puestos de salud en la vereda La Embajada y en los centros poblados: Los Mangos, El Viso y Guayabal de Upía.

### Educación
Cabuyaro cuenta con los siguientes establecimientos educativos:
- Unidad Educativa Cabuyaro (niveles preescolar, básica y media vocacional), urbana.
- San Felipe (niveles preescolar y básica primaria), rural.
- Santa Isabel (niveles preescolar y básica primaria), rural.
- Naguayas (niveles preescolar y básica primaria), rural.
- El Vergel (niveles preescolar y básica primaria), rural.
- San Pedro (niveles preescolar y básica primaria), rural.
- El Yarico (niveles preescolar y básica primaria), rural.
- La Embajada (niveles preescolar y básica primaria), rural.

### Cultura
Dispone de una biblioteca.
cuenta con clases de banda sinfónica, clases de música llanera, clases de danza llanera, clases de danza nacional, canto y una gran ludoteca.

## Turismo

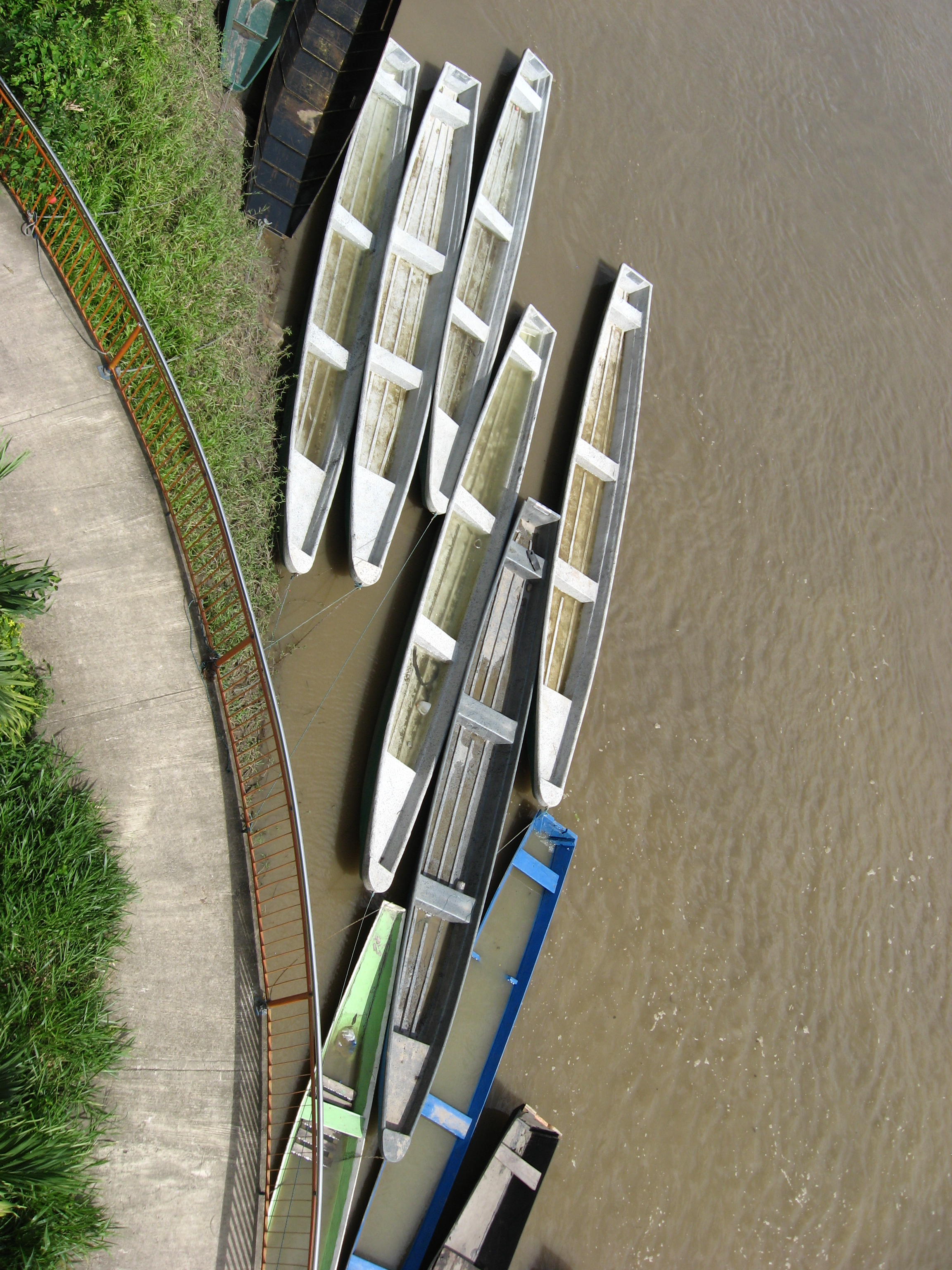
Canoas ancladas a orillas del río Meta. El río es un escenario turístico importante del municipio.

La situación geográfica con cuatro vías de acceso a la cabecera municipal y sus paisajes son dos de los principales factores que favorecen este aspecto. Los recursos paisajísticos, la pesca y la navegación por el río Meta, son escenarios naturales disponibles para atender al turista.

### Festividades
En Cabuyaro se celebran las siguientes festividades:
- Festival Regional del Arpa y Reinado del Atardecer llanero en el mes de noviembre.
- Festival de La Playa y el río Meta en el mes de febrero.
- Festival de la canta criolla en el Viso de Upia